# Connector dock
|  | Per a altres significats, vegeu «Dock». |

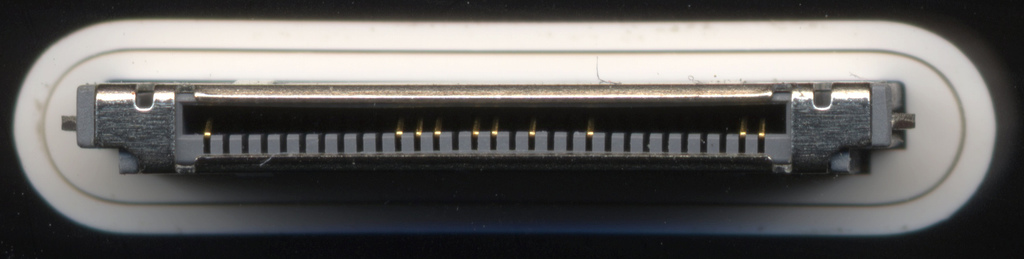
Un connector Dock d'Apple

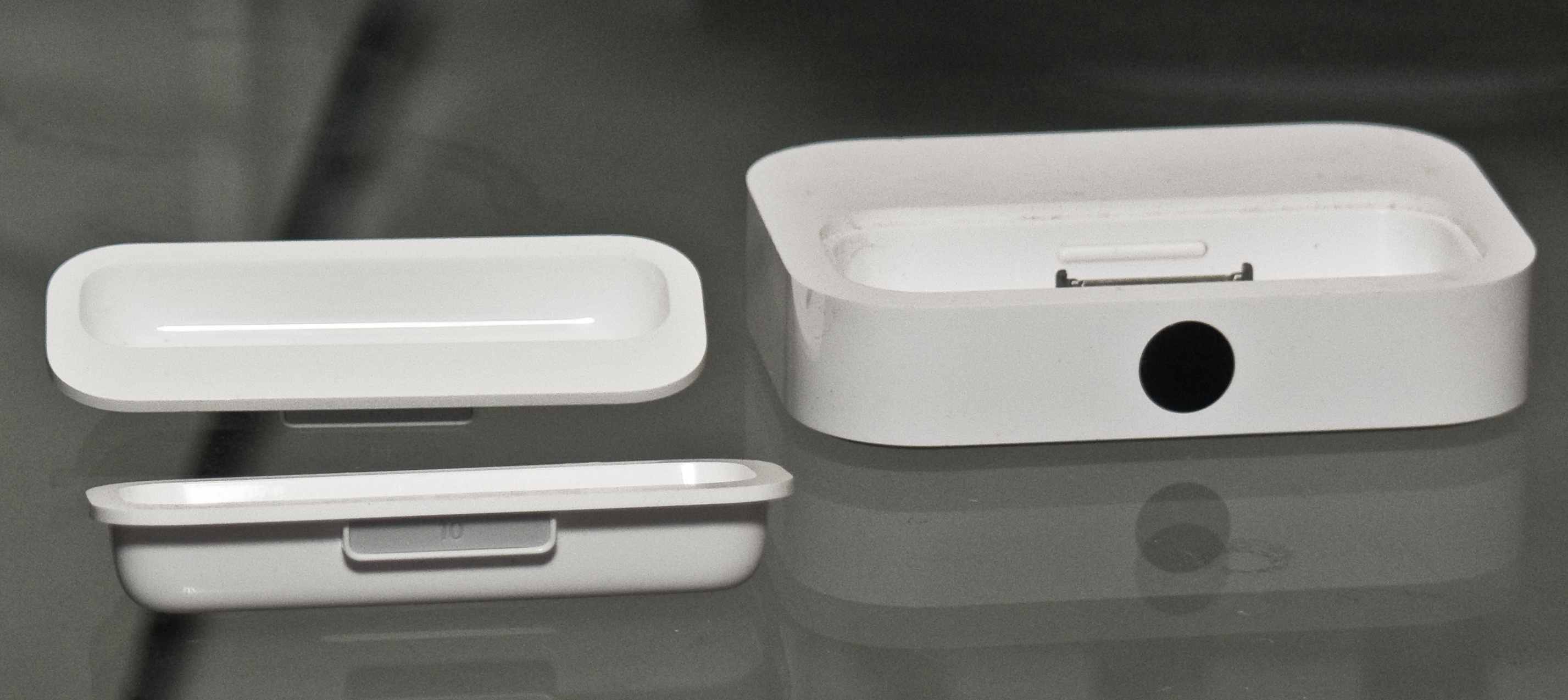
Un dock iPod amb 10 i 14 adaptadors

El Connector dock (d'iPod) va ser la interfície utilitzada per molts iPods per connectar-se a ordinadors i sincronitzar dades en ambdós sentits, fins que a final de 2012 es va introduir el connector Lightning.
El connector dock d'iPod és un connector de 30 pins queduien els primers models d'iPod, iPhone i l'iPad. Originalment, el connector dock d'iPod comportava Usb, FireWire, alguns controls i sortides d'àudio. Tal com l'iPod s'anava desenvolupant, s'afegien senyals al connector dock. El vídeo també es va afegir al connector. FireWire va quedar fora de l'iPods.
El Connector dock es connecta a una ranura petita en el fons de l'iPod on encaixa el cable. És també la interfície utilitzada per molts perifèrics d'iPod, com ports, equipaments de cotxes, altaveus portàtils, etc. El Connector dock va ser creat, en part, per simplificar l'iPod i estava associat originalment amb portàtils, però altres mecanismes mòbils van utilitzar-ne el concepte. La popularitat de l'iPod d'Apple Inc ha dut el connector dock a ser d'ús comú. Les primeres versions de l'iPod, que era només compatible amb Mac, utilitzaven interfícies Firewire. Quan els iPods compatibles de Windows es van presentar, tenien interfícies USB, amb Firewire utilitzades per a la càrrega de bateries.
Quan Apple va introduir el Connector dock, va ser capaç de reduir el nombre de ports a l'iPod i reduir la complexitat i confusió potencial d'utilitzar l'iPod. El primer iPod que va utilitzar el Connector Dock tenia tant Firewire com cables d'USB. Així, la forma més simple del connector dock avui agafa la forma d'un senzill cable amb el connector dock en un final i un connector USB a l'altre. Aquest cable només té els senyals USB al connector dock, però és suficient per sincronitzar i carregar els aparells. A l'altra punta de l'espectre, el connector dock s'utilitza per unir completament els elements d'Apple a una gran varietat d'accessoris, tant mecànicament com elèctricament.
A causa de la popularitat dels aparells d'Apple, molts tercers han utilitzat la interfície de connectors dock per a accessoris. Això inclou moltes variants d'altaveus externs, incloent-hi sistemes estèreo i radiodespertadors. Els accessoris per cotxe per a l'iPod i iPhone són nombrosos i inclouen carregadors, transmissors FM per a reproduir àudio i un GPS per a l'iPhone.
Tant per Apple com per altres aparells, és bo que l'iPod o iPhone estigui vertical mentre s'endolla. Això és degut al fet que el connector de 30 pins pot espatllar-se quan s'encaixa. L'adaptador, una ranura que permet l'accés de connectors dock al port corresponent en l'iPhone o iPod, manté immòbil l'aparell d'Apple.